# 말라가 대학교

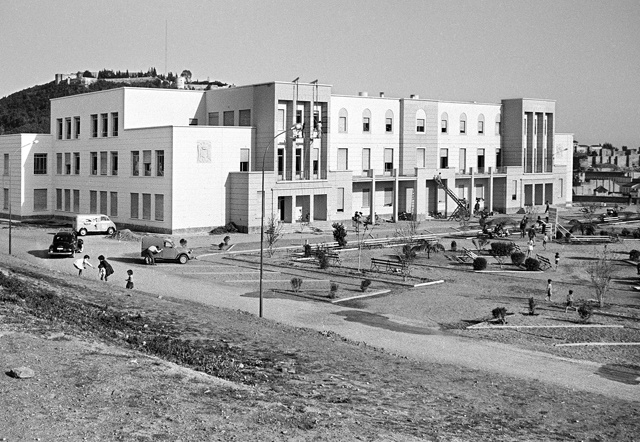

말라가 대학교(스페인어: Universidad de Málaga)는 스페인 말라가에 있는 대학교이다.